# Districtul Azaz
Districtul Azaz (în arabă منطقة أعزاز, transl. manṭiqat A'zāz); în kurdă Ezaz) este un district din Guvernoratul Alep, în nordul Siriei, având capitala la Azaz. La data recensământului populației din anul 2004, districtul avea o populație de 251.769 persoane.

## Subdistricte
Districtul Afrin este împărțit în șase subdistricte (nawāḥī):
| Cod      | Nume                      | Zonă       | Populație1) | Sate | Capitală    |
| -------- | ------------------------- | ---------- | ----------- | ---- | ----------- |
| SY020400 | Subdistrictul Azaz        | 180,12 km² | 47.570      | 20   | Azaz        |
| SY020401 | Subdistrictul Ahtarin     | 341,78 km² | 39.385      | 43   | Ahtarin     |
| SY020402 | Subdistrictul Tell Rifaat | 204,52 km² | 43.781      | 13   | Tell Rifaat |
| SY020403 | Subdistrictul Mare'       | 191,42 km² | 39.306      | 18   | Mare'       |
| SY020404 | Subdistrictul Nubl        | 174,79 km² | 51.948      | 12   | Nubl        |
| SY020405 | Subdistrictul Sawran      | 167,32 km² | 30.032      | 18   | Sawran      |

1) Datele privind populația sunt cele valabile pentru anul 2004;